# پنجاه سال با پایور ۲
 پنجاه سال با پایور۲ نام یک آلبوم موسیقی اثر فرامرز پایور، هنرمند ایرانی است که در سبک سنتی تهیه شده و دارای ۹ آهنگ است.

## فهرست آهنگ‌ها
| ردیف | آهنگ                   |
| ۱    | دستگاه سه گاه          |
| ۲    | تصنیف ملکا             |
| ۳    | چهارمضراب دشتی         |
| ۴    | راز و نیاز             |
| ۵    | تصنیف چهارگاه          |
| ۶    | ماهور، خاوران، خسروانی |
| ۷    | تصنیف پیغام سروش       |
| ۸    | پیش درآمد چهارگاه      |
| ۹    | رنگ همایون             |